# أندرو مور (لاعب اتحاد الرغبي)
أندرو مور (بالإنجليزية: Andrew Moore)‏ هو لاعب اتحاد الرغبي بريطاني، ولد في 25 يناير 1974 في غرانتهام في المملكة المتحدة.